# براهیما دیارا
براهیما دیارا (انگلیسی: Brahima Diarra؛ زادهٔ ۵ ژوئیهٔ ۲۰۰۳) بازیکن فوتبال است.